# The Souls
The Souls (traducido, Las Almas) era un grupo social pequeño, poco unificado pero distintivo en el Reino Unido, desde 1885 hasta el cambio de siglo. Si se incluye a sus hijos, el grupo duraría hasta aproximadamente el año 1920. Sus miembros incluían a muchos de los políticos e intelectuales británicos más distinguidos. 

El grupo se formó como respuesta al amortiguador de la vida social causado por la tensión política del debate sobre el gobierno local irlandés. Los círculos sociales existentes estaban desgarrados por enojados argumentos entre los defensores y los opositores de los esfuerzos del ministerio de Gladstone en 1886 para lograr el Home Rule completo. Muchas personas en la sociedad querían un salón donde pudieran reunirse sin pelear por la política. Wilfrid Scawen Blunt era miembro del grupo y dio una buena descripción general de los fines y objetivos de sus miembros y, sobre todo, de lo que querían evitar. 
 En mi decepción por Egipto, volví con entusiasmo redoblado a mis placeres sociales del año anterior, y en este momento vi mucho de ese interesante grupo de hombres inteligentes y mujeres bonitas conocidos como las Almas, que no valía la pena para ninguna sección de la Sociedad de Londres frecuentando, incluso cuando hizo todo lo que había más intelectualmente divertido y menos convencional. Era un grupo de hombres y mujeres empeñados en el placer, pero de un tipo superior, evitando las vulgaridades de las carreras y los juegos de cartas permitidos por la mayoría de los ricos y nobles, y buscando su entusiasmo en el romance y el sentimiento. 
El nombre del grupo fue otorgado por Lord Charles Beresford, quien fue citado diciendo: "Todos ustedes se sientan y hablan sobre las almas de los demás, los llamaré las 'Almas'". 
Entre las Almas originales estaban: 
- George Curzon, 1.er marqués Curzon de Kedleston.
- Arthur Balfour.
- Margot Asquith.
- St. John Brodrick.
- Hugo Charteris, Lord Elcho.
- Mary Charteris, Lady Elcho.
- Alfred Lyttelton.
- Percy Wyndham.
- Madeline Wyndham.
- George Wyndham.
- Henry 'Harry' Cust.
- Emmeline 'Nina' Cust.
- William Grenfell, 1.er barón Desborough.
- Ethel 'Ettie' Grenfell, Lady Desborough.[2]
- Robert Windsor-Clive, primer conde de Plymouth.
- Alberta 'Gay' Windsor-Clive, Lady Windsor.
- Henry White, el diplomático estadounidense.
- Violet Manners, Duquesa de Rutland, y su hija, Diana.

También destacaron en The Souls los cinco Wyndhams (hijos de Percy Wyndham): George, un político y escritor; Guy Percy, un soldado; Madeline, quien se casó con Charles Adeane; Mary, quien se casó con Lord Elcho; y Pamela, quien se casó con Edward Tennant, el hermano de Margot Asquith. John Singer Sargent pintó un retrato conjunto de las tres hermanas Wyndham, así como un retrato individual de la esposa de Henry White, Margaret. 
Este grupo original de Souls alcanzó su cenit a principios de la década de 1890, y se desvaneció cerca de los años 1900. 

## The Coterie
The Coterie a menudo se consideraba como la segunda generación de The Souls. Eran una mezcla de aristócratas, políticos y amantes del arte. Eran mecenas de artistas de la época, incluidos Edward Burne-Jones y James Whistler. 

## Otras lecturas
- Abdy, Jane y Charlotte Gere. Las almas Londres: Sidgwick y Jackson, 1984. ISBN 0-283-98920-3
- Ellenberger, Nancy W. Balfour's World: Aristocracy and Political Culture at the Fin de Siècle. Woodbridge: Boydell & Brewer, 2015. ISBN 978-1-78327-037-8
- Lambert, Angela. Almas inquietas: el verano indio de la aristocracia británica, 1880-1918. Londres: Macmillan, 1984.
- Nevins, Allan. Henry White: Treinta años de diplomacia estadounidense . Nueva York: Harper & Brothers, 1930.

- Datos: Q7765384